# Scarabaeus vanderkelleni
Scarabaeus vanderkelleni är en skalbaggsart som beskrevs av Lansberge 1886. Scarabaeus vanderkelleni ingår i släktet Scarabaeus och familjen bladhorningar. Inga underarter finns listade i Catalogue of Life.